# Rødberg

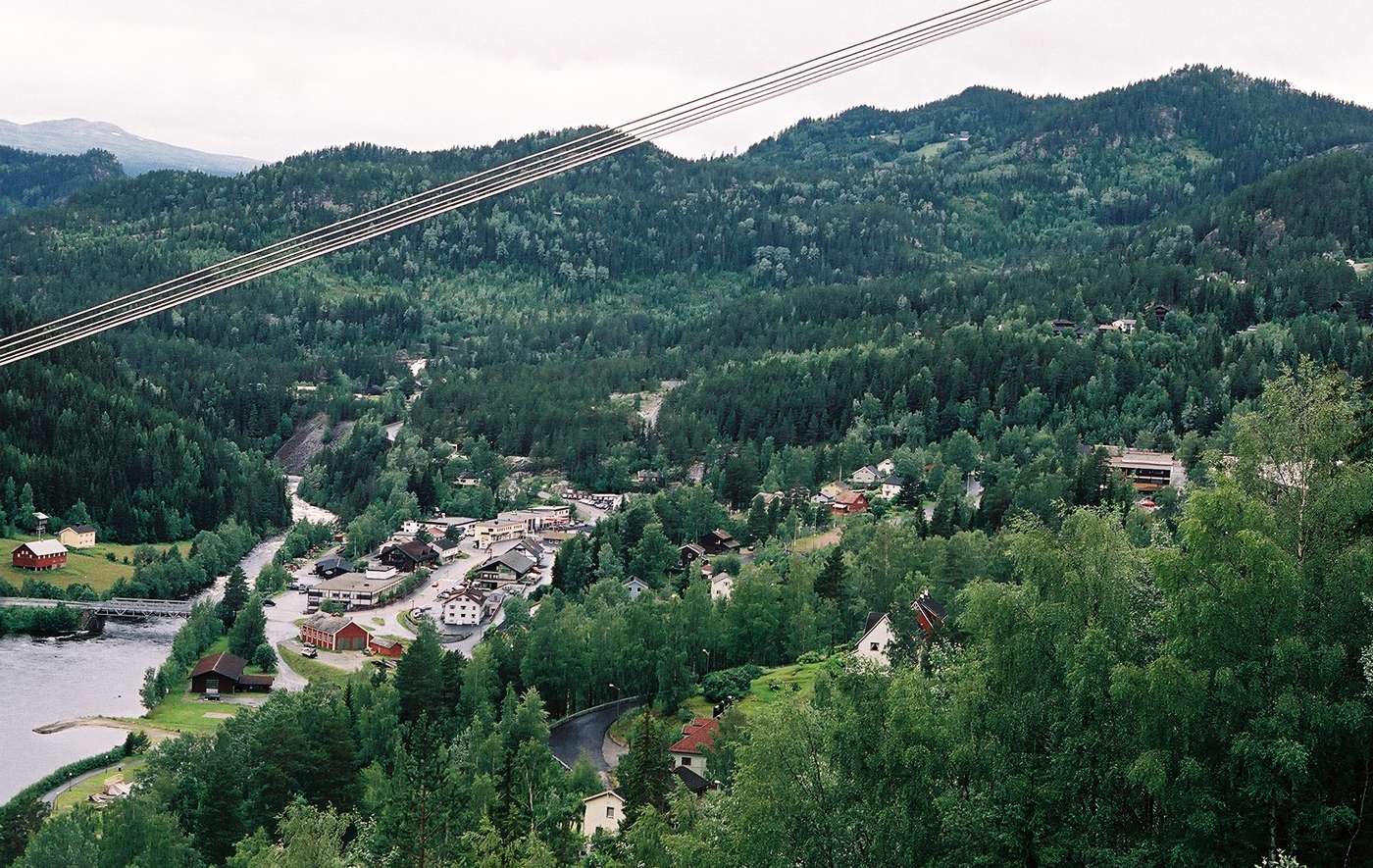
Rødberg.

Rødberg é um centro administrativo do município de Nore og Uvdal, Noruega. Localiza-se no distrito tradicional norueguês e vale de Numedal. Sua população em 2005 estimava-se em 468 estando próxima à Represa Rødberg (em norueguês:  Rødbergdammen) no rio Numedalslågen. 
A central de energia da região, Rødberg Nore 1 em operação desde 1928 e Nore 2 em operação desde 1946, usam o fluxo de água da represa Rødberg. As fábricas são filiados a Statkraft, uma empresa estatal de energia elétrica da Noruega. 
Rødberg foi anteriormente uma estação de trem, sendo a estação terminal da linha ferroviária Numedal hoje extinta, que corria até o vale Numedal entre Kongsberg e Rødberg.